# 1867 Дејфоб
1867 Дејфоб (енгл. 1867 Deiphobus) је Јупитеров тројански астероид. Приближан пречник астероида је 122,67 km,
а средња удаљеност астероида од Сунца износи 5,131 астрономских јединица (АЈ).
Инклинација (нагиб) орбите у односу на раван еклиптике је 26,908 степени, а орбитални период износи 4245,990 дана (11,624 годину). Ексцентрицитет орбите астероида износи 0,044.
Апсолутна магнитуда астероида износи 8,61 а геометријски албедо 0,042.
Астероид је откривен 3. марта 1971. године.